# Ann Crumb
Ann Crumb   (Charleston, 25 de maig de 1950 - Media, 31 d'octubre de 2019) va ser una actriu i cantant estatunidenca.

## Carrera
Filla del compositor George Crumb i d'Elizabeth Crumb, pianista; i germana del també compositor David Crumb, va debutar a Broadway el 1987 com a membre del repartiment original de Les Misérables. Entre els seus altres crèdits a Broadway estan Chess, Anna Karenina, pel quan va ser nominada al Premi Tony a la millor actriu protagonista de musical, i Aspects of Love, com a Rose Vibert, un paper que ella creà a West End.
Crumb va fer gira amb el paper titular de Evita, i aparegué en nombroses produccions de teatre regional produïdes per Guthrie, Coconut Grove Playhouse i Tennessee Repertory Theatre, entre d'altres, com Sunset Boulevard, Master Class, Souvenir, Other Desert Cities o Cat on a Hot Tin Roof. Els seus crèdits televisius inclouen els culebrots As the World Turns, The Guiding Light, i Another World, i les sèries Law & Order i Law & Order: Criminal Intent.
Va estar a la preproducció d'una minisèrie titulada The Road to Saint Lazarre, on interpretava la famosa espia Mata Hari.
Els enregistraments de Crumb inclouen A Broadway Diva Swings, una versió en concert de Nine amb Jonathan Pryce i Elaine Paige, and Unto the Hills, en col·laboració amb el seu pare.

## Vida personal
Crumb va dedicar-se a la causa del rescat animal i adopció. Al desembre de 2009 coordinà una adopció de gossos amb més de 50 gossos, salvant-los de l'eutanàsia.
Va morir el 31 d'octubre de 2019 a la llar dels seus pares a Media, Pennsilvània, a causa d'un Càncer d'ovaris, als 69 anys.

## Premis i nominacions
| Any  | Premi       | Categoria                             | Treball       | Resultat |
| ---- | ----------- | ------------------------------------- | ------------- | -------- |
| 1993 | Premis Tony | Millor actriu protagonista de musical | Anna Karenina | Nominat  |